# Gieorgijewskoje (obwód lipiecki)
Gieorgijewskoje (ros. Георгиевское) – wieś (sieło) w Rosji, w obwodzie lipieckim, w rejonie stanowlańskim. W 2021 liczyła 45 mieszkańców.